# 乌第河
乌第河（俄语：Река Уда́）是哈巴罗夫斯克边疆区图古尔-丘米坎区的河流，源起贾格得山脉，从安扬贾河和塔克桑河汇流处起称乌第河，全长457公里，流域面积61,300平方公里，注入鄂霍次克海的乌第湾。流域内主要村庄有丘米坎、雷巴尔卡、托罗姆、安特坎等。

## 历史
乌第河历史上又名兀的河、乌地河、乌达河和乌特河。1638年，伊万·尤里耶维奇·莫斯科维京顺阿尔丹河和马亚河到达了乌利亚河的河口，触及到了鄂霍次克海。他的支队在陶伊河至乌第河间的海岸探险。1681年，在乌第河上建造了一所小屋过冬，成为了今天乌德斯科耶村的基础。在1689年中俄两国签订的《尼布楚条约》中规定：“惟界于兴安岭与乌第河之间诸川流及土地，应如何分划，今尚未决。此事须待两国使臣各归本国，详细查明之后，或遣专使，或用文牍，始能定之。”乌第河与外兴安岭之间土地遂成为主权待议地。俄国对外东北地区的渗透从未停止。1806年，学者伊万·伊万诺维奇·列多夫斯基在收集植物收藏品时路过了该河。1844年至1845年间，亚历山大·冯·米登多夫率队在该河河谷探险。1858年中俄签订《瑷珲条约》后，该河及其流域完全成为成为俄罗斯领土。1895年至1898年间，卡尔·伊万诺维奇·博格丹诺维奇的探险队访问了这一地区。

## 水文
该河的流域面积在该边疆区内是第二大的，仅次于黑龙江，在全俄排名第29位。河源处于贾格德山脉的北坡，河道蜿蜒曲折，洪泛区被沼泽覆盖。下游宽达500米，通过三条河道入海。涨潮时，河口处形成一片水面，宽达两三公里。水流均速5公里每时。季节变化大，无春洪，流域内积雪厚度相对低，日照强烈。夏季易发洪水，可持续2至3天。水量中64%来自降雨，11%来自降雪，还有25%来自地下补给。长期平均流量510立方米每秒，16.096立方千米每年。春季的流量占年径流量的15%。水浊度达50克每立方米，盐度小于50毫克每升。水质较好，含碳氢化合物类和钙族矿物。

## 引用
1. ↑  . Verumwiki.   [2024-08-14]. （原始内容存档于2023-02-12） （俄语）.
2. ↑  В·В·库普里扬诺夫. . 列宁格勒: 气象出版社. 1969 （俄语）.
3. ↑  Слюнин Н. В. . 1900 （俄语）.
4. ↑  Доронина Ю. А. . Новосибирск: Наука. 1973. （原始内容存档于2016-04-01） （俄语）.
5. 1 2  . Вода России.   [2024-08-14]. （原始内容存档于2023-04-14）.
6. ↑  В. М. Котляков. . . Екатеринбург: Институт географии РАН. 2006.
7. ↑  Шмидт А. Я. . М.-Л.: АН СССР. 1934 （俄语）.